# 2014年夏季青年奥林匹克运动会独立参赛者
一名来自南苏丹的女子运动员以独立奥林匹克运动员的身份参加于2014年8月16日至8月28日在中国南京举办的2014年夏季青年奥林匹克运动会。

## 背景
2011年6月，南苏丹从苏丹获得独立。然而直到2014年青奥会举办之前，该国还没有创立一个国家奥林匹克委员会，这意味着该国的运动员不能代表该国参加奥运比赛。尽管如此，国际奥林匹克委员会仍然允许该国的一名获得此次比赛参赛资格的田径运动员以独立参赛者的身份参加比赛。

## 田径
该位独立的奥林匹克参赛者参加田径比赛。
注：qC=C组决赛（无奖牌）
女子
径赛
| 运动员        | 项目      | 预赛    | 预赛  | 决赛    | 决赛 |
| 运动员        | 项目      | 时间    | 排名  | 时间    | 排名 |
| ------------- | --------- | ------- | ----- | ------- | ---- |
| 玛格丽特·哈桑 | 女子400米 | 1:04.48 | 19 qC | 1:01.72 | 19   |